# 小麦畑 (ロイスダール)
『小麦畑』（こむぎばたけ、英: Wheat Fields）は、17世紀オランダ黄金時代の風景画家ヤーコプ・ファン・ロイスダールが1670年ごろ、キャンバス上に油彩で制作した絵画で、オランダの小麦畑を描いている。作品は、ニューヨークのメトロポリタン美術館に収蔵されている。
本作は、ロイスダールが小麦畑を主題として制作した27作品のうちの1つであり、かつ最も意欲的な作品である。2つの小麦畑の間を通っている小道が描かれている。畑の向こうには、小さな森と家が見える。画面のずっと左奥には、海岸線と海上の何艘かの船が見て取れる。情景の上に高く伸びている雲が空に漂い、何人かの人々が道を往来しているのが見られる。お馴染みの田園的モティーフに、ロイスダールは様々な植物の精緻な描写を加えている。均一な小麦の穂の面だけでなく、道を侵食している緑豊かな草や雑草の蔓にまで十分な注意が注がれている。生命のある木も枯れた木も描かれている。
縦100センチ、横130センチの本作は大きい方で、暖炉のマントルピースの上など高い場所に掛けられることが想定された作品である。 1914年、ベンジャミン・アルトマンの遺贈の形で、メトロポリタン美術館に収蔵された本作は、ニューヨークの美術史家トーマス・クレイヴンにより、ロイスダールの最高の風景画の1つとして選定されたものである。